# Sân bay Đài Trung
Sân bay Đài Trung (tiếng Hoa phồn thể: 臺中清泉崗機場 hay 台中清泉崗機場; tên chính thức: 台中航空站) (IATA: RMQ, ICAO: RCMQ) là một sân bay thương mại tọa lạc tại huyện Đài Trung, Đài Loan. Sân bay này được Không lực Trung Hoa Dân Quốc dùng chung. Sân bay có các chuyến bay thuê bao đi Nhật Bản, Phuket, Hàn Quốc và Palau, bên cạnh các chuyến bay thường xuyên đi nội địa Trung Quốc, Hồng Kông và Thành phố Hồ Chí Minh. Macau là điểm đến trong thời gian tới. Đây là sân bay quốc tế lớn thứ ba của Đài Loan

## Hãng hàng không và điểm đến

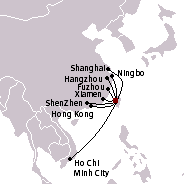
Điểm đến

| Hãng hàng không           | Các điểm đến                                            |
| ------------------------- | ------------------------------------------------------- |
| Bamboo Airways            | Thuê chuyến:Đà Nẵng                                     |
| Dragonair                 | Hong Kong                                               |
| Hong Kong Express Airways | Hong Kong                                               |
| Mandarin Airlines         | Hàng Châu, Hong Kong, Kim Môn, Mã Công, Ninh Ba         |
| Transasia Airways         | Thượng Hải-Phố Đông, Phúc Châu, Hạ Môn                  |
| Uni Air                   | Kim Môn, Mã Công, Nangan, Hàng Châu, Thâm Quyến, Hạ Môn |
| Vietjet Air               | Hà Nội, Thành phố Hồ Chí Minh                           |
| Vietnam Airlines          | Thuê chuyến: Cần Thơ                                    |